# Eladio Lárez
Eladio José Lárez Villamizar (sinh ngày 8 tháng 6 năm 1941) là một doanh nhân người Venezuela và Người dẫn chương trình truyền hình. Ông là Chủ tịch của Đài phát thanh Caracas Televisión (RCTV), cho đến khi bị loại khỏi sóng phát thanh công cộng vào ngày 27 tháng 5 năm 2007, là kênh truyền hình được xem nhiều nhất ở Venezuela.

## Tiểu sử
Eladio Lárez được sinh ra ở Carúpano ở bang Sucre, miền đông Venezuela. Ông học luật tại Đại học Trung tâm Venezuela và sau đó theo học các trường sau đại học ở Chile và Argentina. Anh ấy yêu âm nhạc và anh ấy chơi violin.
Sự nghiệp của ông trong lĩnh vực truyền hình bắt đầu tại Televisora Nacional (kênh 5) với tư cách là người dẫn chương trình văn hóa La Canción Venezolana, Esta Noche, Música de Cámara, Gran Concierto và một chương trình thiếu nhi có tên El Universo de los Niños.
Eladio Lárez gia nhập RCTV vào ngày 18 tháng 1 năm 1971, thay thế Francisco Amado Pernía là người đưa tin của El Observador Creole, chương trình tin tức của RCTV.
Sau đó, Lárez trở thành người dẫn chương trình và nhà sản xuất của một số chương trình trên RCTV bao gồm Martes Monumental, Venezuela Vibra, Pantalla de Plata, Lo Increíble (một phiên bản địa phương của That Incredible!) Và Alerta, đã giành được một số giải thưởng truyền hình của Venezuela trong quá trình này.
Sau đó, Lárez tiếp tục nắm giữ nhiều vị trí khác nhau trong chính quyền của RCTV, cuối cùng trở thành chủ tịch của mạng lưới. Ông cũng là lãnh đạo của Liên đoàn Công nghiệp Truyền hình Venezuela và đã chủ trì Hiệp hội Phát thanh Quốc tế và Hiệp hội Mozart.
Kể từ ngày 23 tháng 8 năm 2000 đến ngày 2 tháng 4 năm 2017, Eladio Larez đã tổ chức ¿Quién Quiere Ser Millonario?, phiên bản Venezuela của Ai là triệu phú?. Chương trình có thể được xem vào mỗi Chủ nhật lúc 9:00 tối tại Televen.

## Cuộc sống cá nhân
Eladio Lárez kết hôn với Dora Margarita D'Agostino (sinh ngày 4 tháng 4 năm 1960), người mà anh gặp khi cô mới 16 tuổi. Họ có với nhau hai cô con gái, Vanessa Alexandra (sinh ngày 1 tháng 8 năm 1981) và Daniella Alexandra (sinh ngày 24 tháng 3 năm 1984). D'Agostino cũng đã tổ chức một số chương trình trên RCTV như Estilos, Historyias de la vida real, Tras la fama de..., và Lo que callan las teeses.